# Cheech și Chong

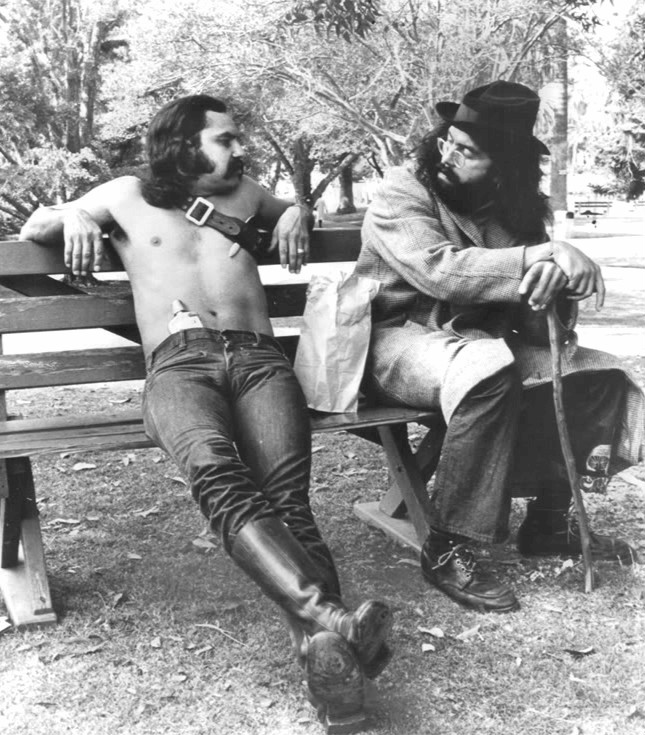
Cheech și Chong în 1972

Cheech și Chong este un duo comic câștigător al premiului Grammy format din Richard „Cheech” Marin și Tommy Chong. Cuplul a avut o largă audiență în anii 1970 și 1980 pentru filmele lor bazate pe curentul hippie și dragostea liberă din epocă și mai ales pe mișcările culturale bazate pe droguri, în special plăcerea lor pentru consumul de canabis.